# Hauptstrasse 112.1
Die Hauptstrasse 112.1 oder H112.1 ist eine Schweizer Hauptstrasse im Kanton Genf. Sie ist gemäss der vom Bundesrat in Kraft gesetzten Durchgangsstrassenverordnung bezeichnet, wie andere Hauptstrassen im Kanton Genf in ihrem Verlauf jedoch nicht genau definiert.
Im Strassensystem des Kantons Genf entspricht die Route den Kantonsstrassen 3, 26 und 80.

## Verlauf
Die Strasse verbindet den Stadtteil Florissant – Malagnou in Genf mit einem bedeutenden Verkehrsknoten in der Gemeinde Lancy im Süden des Kantonsgebiets.
Die Hauptstrasse führt von der Route de Malagnou (Hauptstrasse 111) als Chemin Rieu gegen Süden, kreuzt die Hauptstrasse 112 und durchquert als Avenue Louis-Aubert die Stadtquartiere Miremont und Les Crêts-de-Champel. Danach steigt sie mit grossen Kurven rund 40 Meter in das Gebiet Bout-du-Monde (deutsch «Ende der Welt») im Tal der Arve hinab. Sie erschliesst in der Flussniederung ein grosses Genfer Sportzentrum. Den Fluss Arve überquert die Hauptstrasse gegen Westen auf der 1960 gebauten Betonbrücke Pont du Val d’Arve.
Auf der linken Flussseite führt die Hauptstrasse in Carouge als Route du Val d’Arve durch den um 1980 gebauten Tunnel de Carouge in das Industriegebiet von Lancy hinauf. Sie hat eine Verbindung zur Hauptstrasse 114, die über dem Tunnel de Carouge liegt. Die Strasse überquert den eingedolten Fluss Drize und trifft in der Gemeinde Plan-les-Ouates mit dem Namen Route de Saint-Julien auf den wichtigen, mehrteiligen Verkehrsknoten mit der Hauptstrasse 1, der Hauptstrasse 104 und der Autobahn A1a.
Von Plan-les-Ouates zieht die gleiche Verkehrsachse anschliessend als Teil der Hauptstrasse 1 (Route cantonale 3) weiter gegen Südwesten zur Autobahnverzweigung Échangeur Perly und zur Landesgrenze zu Frankreich, wo sie in der französischen Gemeinde Saint-Julien-en-Genevois im Departement Haute-Savoie durch Hauptstrassen nach Annecy, Annemasse und Bellegarde-sur-Valserine fortgesetzt wird.

## Bilder

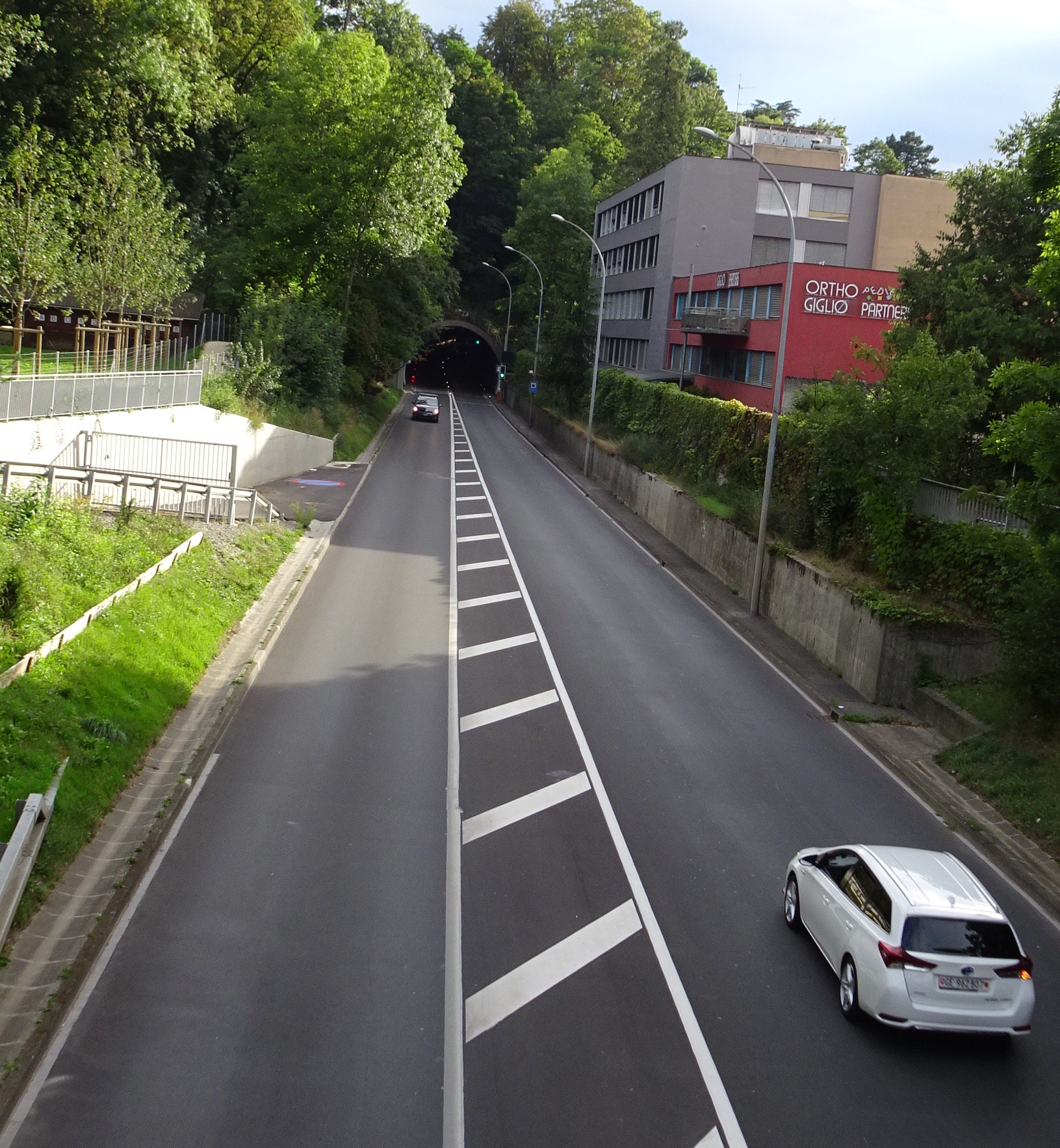
Carouge-Tunnel
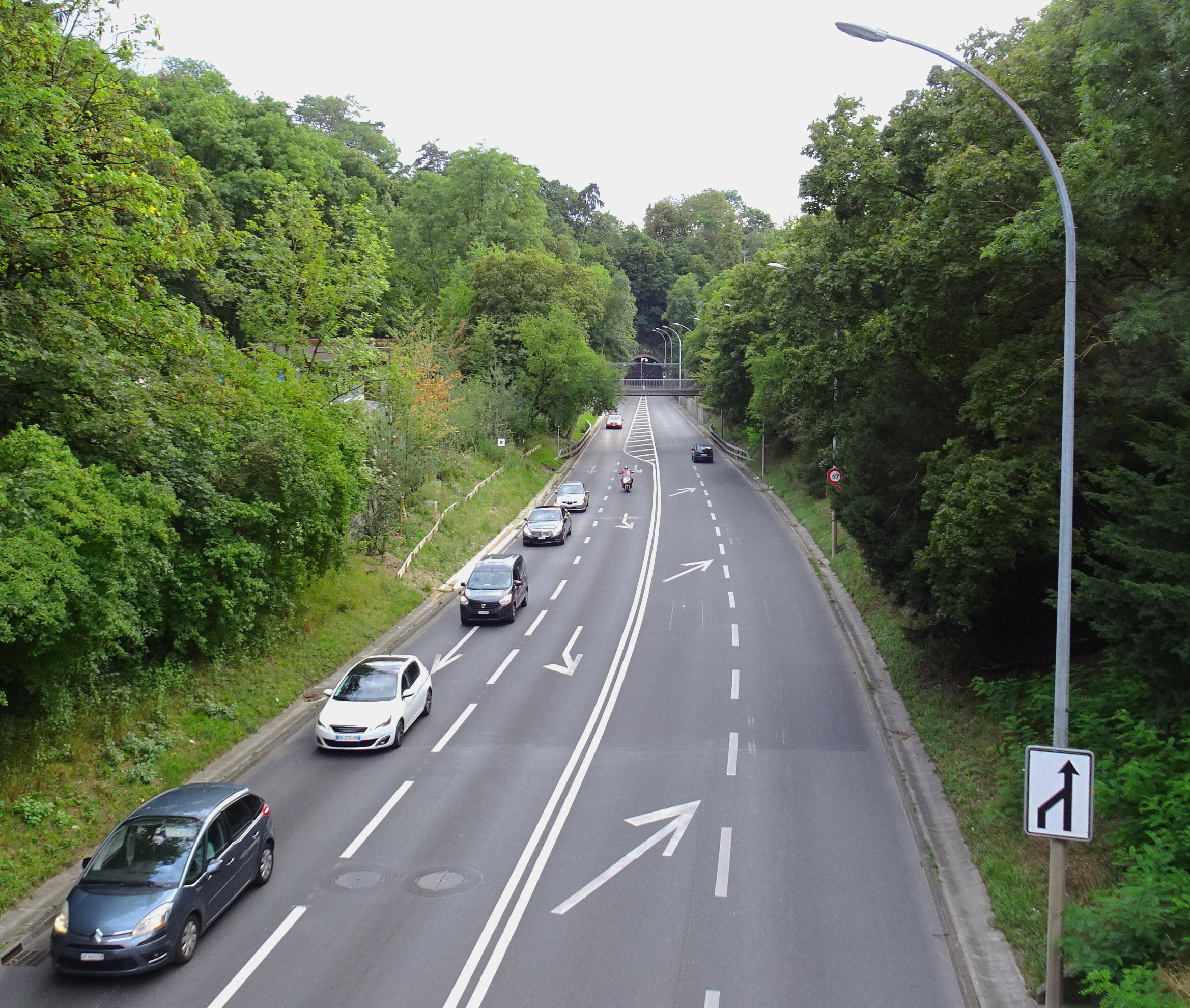
Route du Val d’Arve